# Dólar de Nueva Escocia
El dólar de Nueva Escocia o bien dólar neoescocés fue la unidad monetaria de la colonia británica de Nueva Escocia desde 1861 hasta 1867, cuando se unió al Dominio del Canadá. Tenía una paridad con la moneda canadiense a razón de 73 centavos de dólar canadiense por 75 centavos de dólar neoescocés. Remplazó a la libra neoescocesa a una tasa de 1 dólar neoescocés era equivalente a 5 chelines o bien 5 dólares eran iguales a 1 libra neoescocesa.

## Monedas

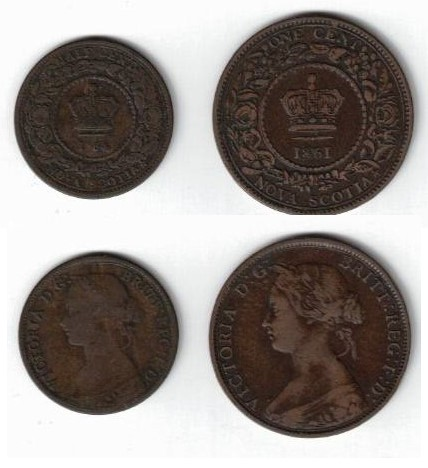
Anversos y reversos de monedas de medio y un centavo neoescoceses de 1864 y 1861, respectivamente.

Se necesitó acuñar el valor de medio centavo porque dos monedas de tres peniques de plata esterlina del chelín colonial (seis peniques) que aún seguían circulando, equivalían a 12½ centavos neoescoceses. En la lista subsiguiente se detalla cada una de las monedas:
- ½ centavo de bronce con años 1861 y 1864, en el anverso con el busto joven de la reina Victoria del Reino Unido, con cabello recogido y laureado y con leyenda en inglés: VICTORIA D:G: BRITT.REG F D (Victoria dei gratia britanniarum regina fidei defensor: Victoria, reina británica por la gracia de Dios, defensora de la fe) y en el reverso con la Corona de San Eduardo en el centro y debajo con una raya que la separa del año, todo rodeado por un círculo de puntos y una corona de flores de mayo, y orlado con la leyenda: HALF CENT  NOVA SCOTIA (medio centavo Nueva Escocia).[1]

- 1 centavo de bronce con años 1861, 1862 y 1864, con anverso y reverso semejantes al anterior, salvo la parte superior de la leyenda del segundo: ONE CENT (un centavo).[1]

## Billetes
El Tesoro de Nueva Escocia emitió papel moneda para la colonia desde 1861 hasta 1864 de la única denominación: 5 dólares. Los tres bancos autorizados Scotiabank, el Merchants Bank of Halifax y el Halifax Banking Company emitieron también billetes y en una única denominación: 20 dólares.